# Nova Itaberaba
Nova Itaberaba là một đô thị thuộc bang Santa Catarina, Brasil. Đô thị này có diện tích 137,583 km², dân số năm 2007 là 4117 người, mật độ 31,4 người/km².